# Emy Roeder
Emy Roeder (nascuda el 30 de gener de 1890 a Würzburg - morta el 7 de febrer de 1971 a Magúncia) va ser una escultora i dibuixant alemanya.
Emy Roeder va rebre la formació artística a Würzburg, Munic, i com a estudiant de l'escultor Bernhard Hoetger, a Darmstadt, del 1912 al 1915. Després va començar el treball artístic independent a Berlín. Es va unir a diferents grups d'artistes d'avantguarda, com l'Associació d'Artistes Visuals Radicals. A més d'ella i del seu mestre Hoetger, aquest grup incloïa una sèrie d'escultors coneguts de l'època, per exemple Rudolf Belling, i l'escultor berlinès Herbert Garbe.
El 20 de gener de 1919 es va casar amb el seu company escultor Herbert Garbe.
De 1920 a 1925 va continuar els estudis al taller  d'Hugo Lederer. Al mateix temps, es va establir com una escultora d'èxit a Berlín als anys vint. Va ser representada regularment en importants exposicions i va gaudir d'una bona reputació entre la crítica. Entre els coneguts de la parella d'artistes hi havia diversos artistes famosos de l'època, per exemple Käthe Kollwitz, Ernst Barlach i Karl Schmidt-Rottluff, amb qui van mantenir una amistat de tota la vida.
El 1933 el seu marit, Herbert Garbe, abans membre de l'SPD, es va unir voluntàriament al NSDAP. El va seguir a Roma el 1933, on va ocupar un estudi a la Villa Massimo durant un any. Ella va tornar sola a Berlín el 1934, mentre que de 1933 a 1935 va treballar principalment a Roma, França i Baviera. El 1936 va rebre una beca de la Villa Romana de Florència, que en aquell moment era dirigida per Hans Purrmann. Hi va viure i treballar fins al 1937.
El 1937 la seva escultura La dona embarassada va ser confiscada i mostrada a l'exposició d'Art degenerat de Munic. La secció principal de l'obra, que es pensava perduda, es va trobar de nou a Berlín el 2010. Cinc dels seus aiguaforts van ser prohibits de l'exposició. Afligida per les preocupacions financeres, va viure i treballar principalment a Florència, on a partir de 1937 va trobar allotjament amb l'historiador de l'art Herbert Siebenhüner i la seva dona. El 1944, després de l'alliberament d'Itàlia de la dictadura feixista, va ser internada en un camp pels aliats.

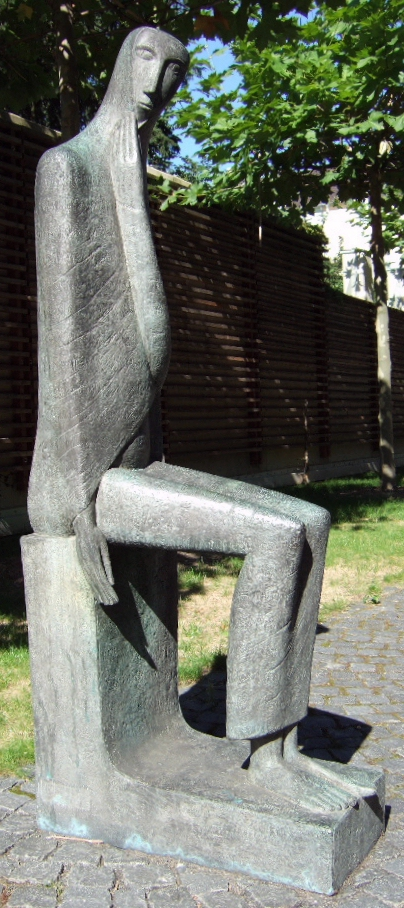
Emy Roeder: Dona tripolitana gran asseguda (1963)

Va ser alliberada del camp per iniciativa de Purrmann i l'historiador de l'art Wolfgang Fritz Volbach. Va treballar inicialment a Roma durant quatre anys. Purrmann, Schmidt-Rottluff i Volbach van defensar-la a Alemanya i la van instar a tornar a Alemanya. El 1950 finalment va rebre un pis i un estudi de la ciutat de Magúncia, combinat amb una plaça de professora, que va deixar de nou el 1953. El 1955, Emy Roeder va participar en l'exposició documenta 1 de Kassel, la primera gran exposició d'art modern després de la Segona Guerra Mundial. Fins a la seva mort el 1971, va viure com una artista respectada i activa a Magúncia, amb interrupcions per malaltia i estades a l'estranger a Suècia, Itàlia, Grècia i el nord d'Àfrica. Emy Roeder era membre de l'Associació d'Artistes Alemanys des de 1929.
Emy Roeder va ser enterrada a la cripta de la seva família al cementiri principal de Würzburg.
Malgrat que no hi va tornar mai, va llegar a Würzburg el seu patrimoni, tant moltes obres seves, escultures i dibuixos, com també obres d'amics artistes, com Erich Heckel, Otto Herbig, Hans Purrmann i Karl Schmidt-Rottluff. El Museum im Kulturspeicher Würzburg té cura de la seva obra i manté oberta permanentment la seva pròpia sala d'exposicions.

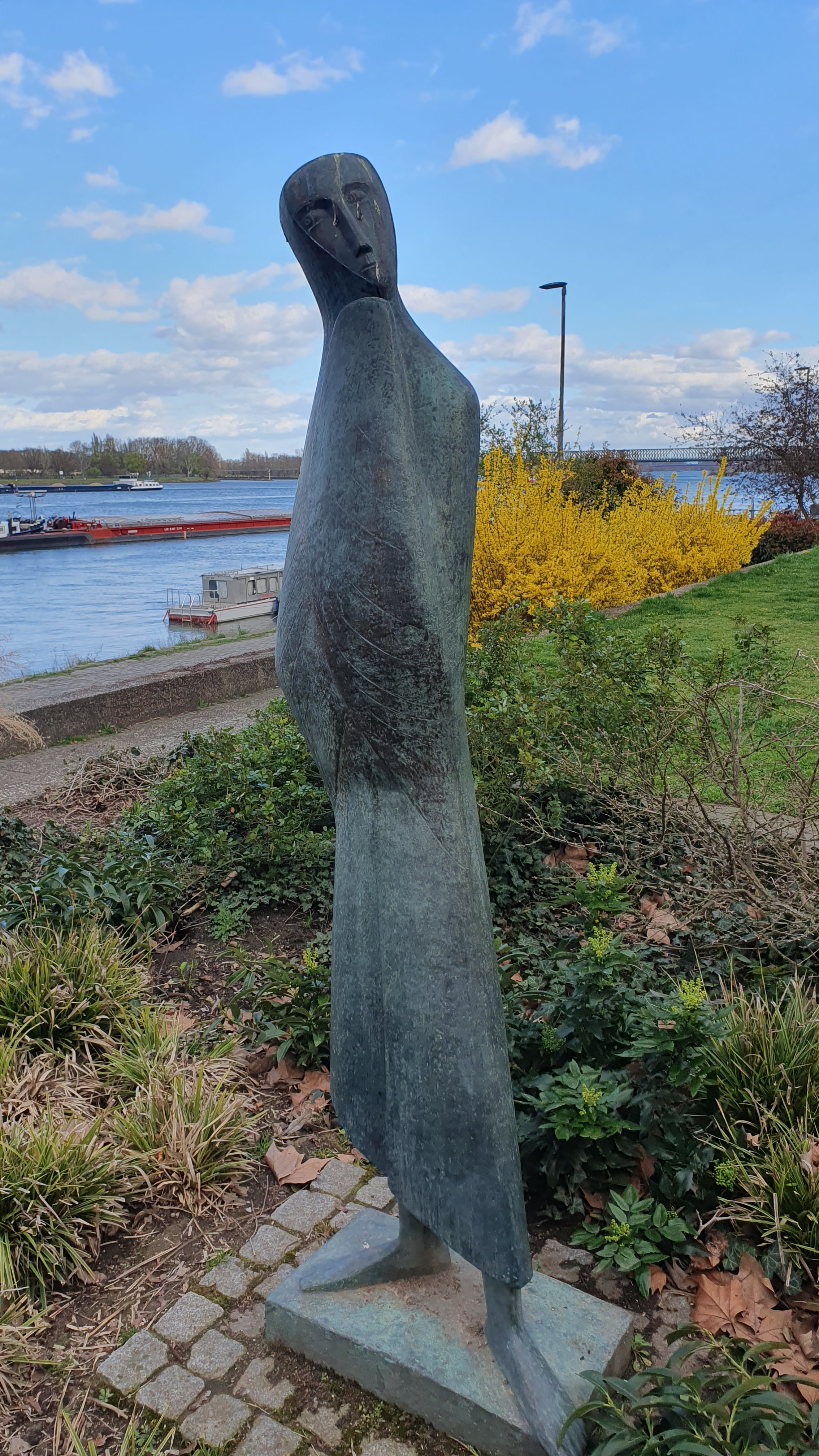
Tripolitan Woman (1961), d'Emy Roeder

## Obra
Emy Roeder és una de les principals artistes de l'expressionisme escultòric i la seva obra figura en qualsevol exposició o publicació sobre l'escultura alemanya moderna del segle xx. Els seus retrats expressius, la majoria força seriosos, sobretot de dones i mares, són característics. A més d'aquests retrats interioritzats, també hi ha evidències d'un expressionisme dinàmic i extravertit dels anys 20, d'estil comparable a algunes de les obres contemporànies d'Ernst Barlach. En la seva primera fase també va fer escultures amb fusta, mentre que més tard va treballar exclusivament en bronze.
Va tractar intensament la representació de nus en relleu i l'escultura sòlida, especialment la imatge de l'ésser humà en creixement. Les representacions d'animals són un altre dels focus de la seva obra.
Emy Roeder també va crear la placa Peter Cornelius per al govern de l'estat de Renània-Palatinat, que s'atorga des de 1951 a activitats o composicions musicals destacades.

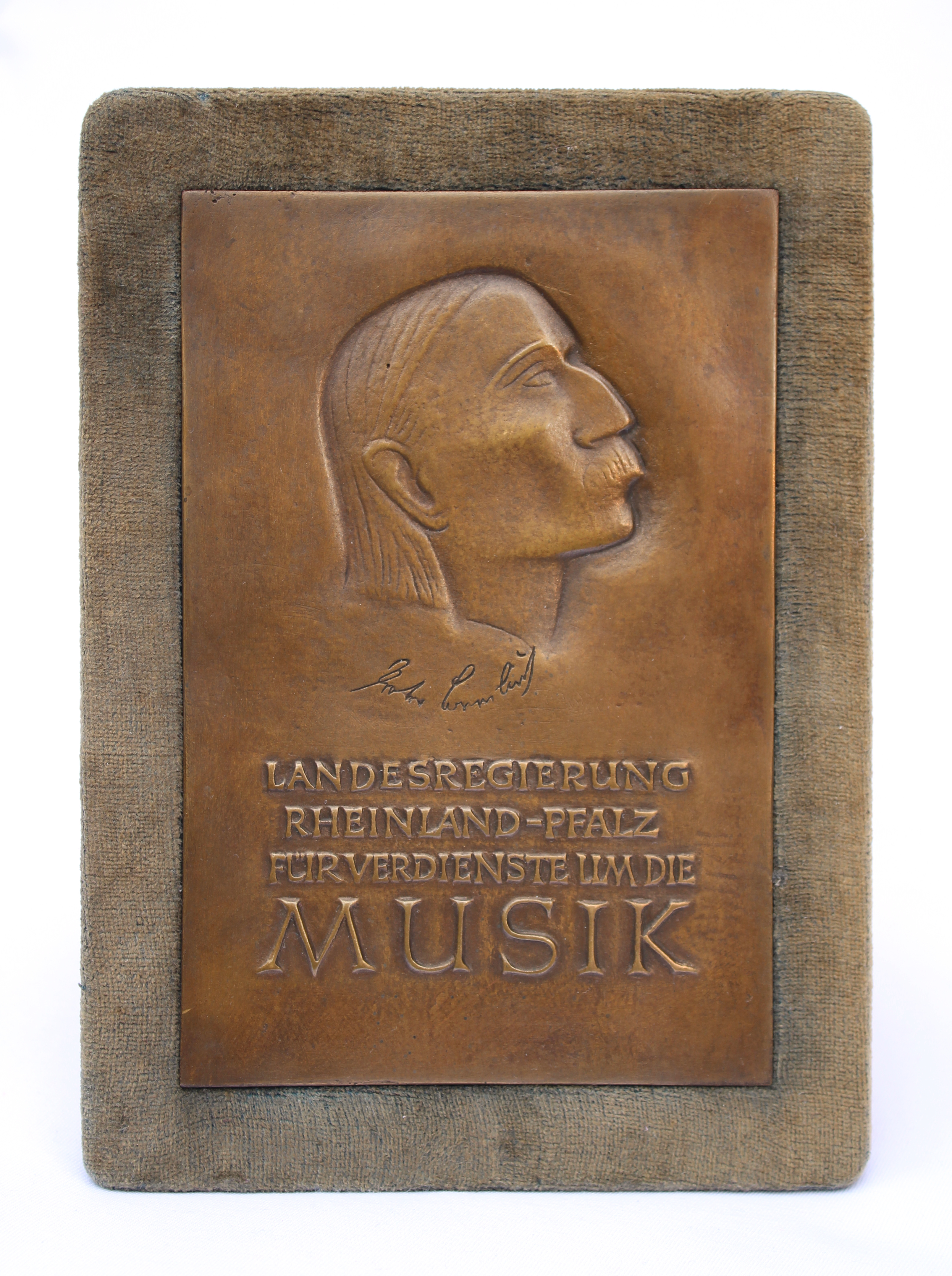
La Placa Peter Cornelius, dissenyada per Emy Roeder

## Honors
- 1920: Premi de l'Acadèmia de les Arts de Prussia per la figura de terracota La dona embarassada
- 1929: Premi Ciutat de Colònia d'escultura, juntament amb Hermann Blumenthal
- 1936: Premi Villa Romana
- 1955: Premi Cornelius de la ciutat de Düsseldorf
- 1960: Gran Creu Federal del Mèrit
- 1962: Gran Premi d'Art de la Ciutat de Magúncia i ciutadà honorari de la Universitat Johannes Gutenberg de Magúncia
- 1963: Títol de professora en nom del ministre d'Educació de Renània del Nord-Westfàlia
- 1966: Gran Premi Cultural de la ciutat de Würzburg per l'obra de la seva vida
- 1970: Anell d'Honor de la ciutat de Würzburg

En honor seu, diversos carrers de Mainz, Mannheim i Würzburg porten el seu nom.

## Exposicions
Abans de la Segona Guerra Mundial, Emy Roeder va estar representada a les exposicions anuals de DKB a Dresden (1927), Hannover (1928), Colònia (1929), Stuttgart (1930) i Königsberg/Danzig (1932). Es documenta la seva participació a la darrera exposició de 1936 amb Old Woman (1930/31, destruïda) a Hamburg, una altra escultura de bronze (Looking Back Seated, 1933?) encara no s'ha identificat amb precisió.
Emy Roeder va tornar a ser membre de l'Associació d'Artistes Alemanys el 1950 i va participar en la primera exposició a Berlín el 1951 amb les escultures de bronze Retrat de Hans Purrmann (1950), The Blind (1927) i Roman Mountain Goats (1948).
- Exposició del 70è Aniversari. [Associació d'Art a Hamburg del 22 d'abril al 22 de maig de 1960].
- 5 de novembre de 2000 – 11 de febrer de 2001, Museu de la ciutat de Hofheim am Taunus, tres escultors. Emy Roeder, Louise Stomps, Wanda Pratschke
- Del 13 de novembre de 2004 al 6 de febrer de 2005  va tenir lloc al Museum im Kulturspeicher de Würzburg l'exposició especial integral A la recerca de l'expressió i la forma. Emy Roeder i l'escultura del seu temps.
- El novembre de 2010, a la seva exposició sobre la troballa de l'escultura de Berlín, el Neues Museu va mostrar l'obra perduda d'Emy Roeder Dona embarassada, que va ser descoberta entre les runes de la bomba durant les obres de construcció del metro. Quan aquesta exposició es va mostrar a la Würzburger Kulturspeicher l'abril i maig de 2013, es van mostrar l'original de ceràmica recuperat i la versió en fusta dels fons de la Kulturspeicher, posteriorment treballada per Emy Roeder.
- Des de setembre de 2013, l'exposició col·lectiva Being an Artist! al Museu Giersch de Frankfurt del Main, algunes de les seves obres juntament amb les d'Ottilie Roederstein i Maria von Heider-Schweinitz .
- De l'1 de desembre de 2018 al 10 de març de 2019 Exposició Emy Roeder. L'aspecte còsmic de tot estar al Museum im Kulturspeicher Würzburg.
- Del 12 d'octubre de 2019 al 12 de gener de 2020, el Museu Georg Kolbe de Berlín es va fer càrrec de l'exposició Emy Roeder de Würzburg. El còsmic de tota l'existència.
- Del 30 de setembre de 2023 a l'1 d'abril, exposició Parelles d'amics de la modernitat. Karl Schmidt-Rottluff, Emy Roeder, Hans Purrmann al Purrmann-Haus Museum Speyer.[11]